# 源基子
源基子（1049年—1134年7月29日）是日本平安时代中期后三条天皇的女御，父参议源基平，母藤原良赖之女。生实仁亲王、辅仁亲王。

## 人物生平
源基子出身三条源氏，曾祖父为三条天皇、祖父为小一条院敦明亲王。基子最初为后三条天皇第一皇女聪子内亲王的侍女，后三条天皇一见幸之，从此恩宠隆盛，待遇优厚。后封御息所，授从五位下，礼仪规格等同旧主聪子内亲王。

一日，基子梦到紫云升起，然后怀孕了，出宫来到藤原经平家待产。天皇屡屡派遣使者问候，近臣有出入聪子内亲王家的，必命他们随侍基子。基子生产时难产，生命垂危，天皇和内亲王都很忧虑，连连派遣使者。基子最终在延久3年（1071年）顺利生下后三条天皇第二皇子实仁亲王。天皇大喜，晋封基子为女御。

当时宫中人私下说：“基子不过是一介更衣。”等到宣命下来，闻者都非常惊讶。有人说：“基子是小一条院的孙女，赖宗的外孙，所以天皇特别看重她，而不在乎她父亲官居何位。如果后冷泉天皇仍在位，因忌惮赖通，那么必然没有这样的举动。”

基子于是入居后宫的凝华舍，被称为梅壶女御。延久4年（1072年），后三条天皇禅位于第一皇子白河天皇，命白河天皇以异母弟实仁亲王为皇太弟。于是基子得封准三宫，给年官、年爵，封户五百户。延久5年（1073年），基子再生第三皇子辅仁亲王。

同年，后三条天皇驾崩，基子出家为尼。应德2年（1085年）实仁亲王年仅15岁而夭。原本按后三条天皇的遗志，当由基子的次子辅仁亲王继立为皇太弟，但白河天皇志在以己子善仁亲王继承帝位，故辅仁亲王终不得立为皇储。

长承三年（1134年）七月，源基子于孙子源有仁的宅邸薨去，享年八十八。

## 主要亲属
- 父：源基平（1026 - 1064） - 三条源氏之祖
- 母：藤原良赖之女
- 夫：后三条天皇（1034 - 1073）
  - 子：实仁亲王（1071 - 1085）
  - 子：辅仁亲王（1073 - 1119）

## 脚注
1. ↑  源经房同母姐
2. ↑  为藤原隆家同母兄，藤原道隆之子
3. ↑  源明子同母弟